# Unió Democràtica dels Hongaresos de Romania
La Unió Democràtica dels Hongaresos de Romania (en romanès Uniunea Democrată Maghiară din România, UDMR) (en hongarès Romániai Magyar Demokrata Szövetség, RMDSz) és un partit polític de Romania. Actualment es troba a l'oposició des del 22 de desembre de 2008, ja que el govern està format per una aliança electoral del PSD+Partit Conservador i amb el PD-L. El president actual del partit és Béla Márko, elegit el 1993. la UDMR quasi sempre ha estat un partit "frontissa", ja que ha participat en els governs des del 1996 fins al 2008. És un partit que defensa la minoria hongaresa i els seus objectius són protegir-la i defensar-la i també la descentralització del país.

## Història
El partit fou creat el 25 de desembre de 1989, just després de la fi de la Revolució Romanesa de 1989, el partit fou creat per reivindicar els drets de la minoria hongaresa, els seus fundadors foren Géza Domokos i Béla Márko.
A les primeres eleccions demòcratiques celebrades el 20 de maig de 1990 el partit obtingué un resultat rècord, amb la segona posició, 29 diputats i 12 senadors, i postulant-se com el principal partit de l'oposició.
A les eleccions legislatives del 27 de setembre de 1992, el partit sufrí una devallada que el portà fins a la cinquena posició i 27 diputats i 12 senadors, això provocà el relleu a la presidència del partit a Béla Márko, càrrec que ostentaria fins 2011. La UDMR no presentà cap candidat a la presidència de la república fins al 1996.
L'oportunitat de la UDMR arribà l'any 1996, en les eleccions presidencials del 3 de novembre quan es presentaren per primer cop a unes presidencials, el partit nominà a György Frunda com a candidat, aquest obtingué el 6,02% dels vots, i donà suport a Emil Constantinescu per a la segona volta, que al final acabà guanyant. El mateix 3 de novembre també se celebraren les eleccions legislatives, en què la UDMR patí una segona davallada, amb 25 diputats i 11 senadors, tot i això el partit vencedor, la Convenció Democràtica Romanesa (CDR), els oferiren la formació de govern. Al govern de Victor Ciorbea van obtenir un ministeri (Turisme, encapçalat per Ákos Birtalan) i un miniseri-delegat (Monories Nacional, encapçalat per György Tokay). El 17 d'abril de 1998 amb la renovació del govern, la UDMR va deixar el ministeri de Turisme al ministeri de Salut (encapçalat per Francisc Baranyi, i posteriorment per Gábor Hajdú), mentre que al ministeri-delegat de minories nacionals hi continuà György Tokay, però posteriorment també fou substituït per Péter Eckstein-Kovács. El 22 de desembre de 1999, amb el nou govern presidit per Mugur Isărescu, atorgà a la UDMR un ministeri d'estat i el ministeri de Salut, tots encapçalats per Gábor Hajdú.
En les eleccions presidencials del 26 de novembre de 2000, tornaren a nominar a György Frunda, com a candidat presidencial, obtenint un 6,22%, aquest cop donà suport a Ion Iliescu, que també guanyà la segona volta. El mateix dia se celebraren les legislatives, i el partit tornà a remuntar resultats electorals històrics, aconseguint 27 diputats i 12 senadors, i amb la victòria del Pol Democràtic Social de Romania (PDSR, Socialdemòcrates), amb qui aconseguiren un acord perquè la UDMR donés estabilitat parlamentària al PDSR, a canvi que el govern firmés decrets per a determinats drets per a la minoria hongaresa. Durant la legislatura 2000-2004 la UDMR no va tenir cap ministeri, tot i donar suport al govern.
El 28 de novembre de 2004, a les eleccions presidencials, van nominar a Béla Márko com a candidat, aquest va obtenir un 5,10% (una davallada de l'1,12% respecte a les eleccions del 2000), per a la segona volta donà suport a Adrian Năstase, però la victòria del candidat de l'Aliança de la Justícia i la Veritat, Traian Băsescu, va remoure l'espectre polític romanès. Finalment el partit, juntament amb el Partit Conservador, van deixar de donar suport al PSD, i van passar a formar part del nou govern. Pel que fa a les eleccions legislatives, el partit va tornar a sofrir una altra devallada, obtenint 22 diputats i 10 senadors (que vol dir 5 diputats i 2 senadors menys). En el nou govern presidit per Călin Popescu-Tăriceanu, la UDMR va tenir-hi posicions importants: un ministeri d'estat, coordinant la cultura, l'educació i la integració europea (encapçalat per Béla Márko), el ministeri de telecomunicacions in teconologia de la informació (dirigit per Zsolt Nagy) i dos ministeris delegats, el d'obres públiques (liderat per László Borbély) i el de comerç (encapçalat per Iuliu Winkler). El 5 d'abril del 2007, tot i l'abandonent del Partit Demòcrata i del Partit Conservador, la UDMR no abandonà el govern i continuà, fet que requerí canvis al govern: Béla Márko continua essent ministre d'estat (fins a la seva dimissió el 3 de juliol de 2007), Attila Korodi passà a ocupar el ministeri de medi ambient, László Borbély passà a ocupar el ministeri de desenvolupament regional, Zsolt Nagy continuà amb el ministeri de telecomunicacions i tecnologia de la informació fins a la seva dimissió l'11 de juny de 2007, aquest fou substituït per Iuliu Winkler, però també dimití el novembre del mateix any, i fou finalment substituït per Károly Borbély.
A les eleccions legislatives del 30 de novembre de 2008, el partit conservà el 22 diputats a la Cambra dels Diputats, però perdé un senador i es quedà amb 9 i el partit passà a l'oposició. Béla Márko no es va presentar a un altre mandat presidencial al partit, però va mantenir el seu càrrec de govern fins al 2012 i el seu mandat parlamentari fins al 2016. Hunor Kelemen es va convertir en el nou líder del partit en rebre 371 vots dels 555 delegats al congrés del partit celebrat a Oradea el febrer de 2011. Els rivals de Kelemen, Eckstein Kovacs Peter i Olosz Gergely, van obtenir 118 i 47 vots, respectivament.
Després de les eleccions legislatives romaneses de 2012 va seguir a l'oposició del govern de Víctor Ponta, però en 2014 el Partit Nacional Liberal (PNL) va abandonar el govern i l'UDMR es va incorporar al nou govern. L'UDMR va abandonar el govern el desembre de 2014, poc després de la victòria contundent de Klaus Iohannis com a president de Romania.
Després de les eleccions legislatives romaneses de 2020, es va nomenar Florin Cîțu del PNL com a primer ministre, recolzat per una coalició del conservador liberal Partit Nacional Liberal (PNL), el liberal progressista/neoliberal USR PLUS, i UDMR/RMDSZ. El primer ministre Cîțu, amb el suport del president Iohannis, va destituir l'1 de setembre de 2021 el ministre de Justícia Stelian Ion, i tots els altres ministres de la USR es van retirar del govern el 7 de setembre deixant el gabinet de Cîțu en minoria, que va caure el novembre en una moció de censura. La crisi política va acabar amb la formació d'un govern de gran coalició encapçalat per Nicolae Ciucă del PNL, i formada pel PNL, el Partit Socialdemòcrata (PSD) i la UDMR, que va romandre al poder fins al juny de 2023, quan la UDMR/RMDSZ es va retirar de la majoria. El 15 de juny de 2023, com a part de l'acord de govern de rotació, el nou govern l'encapçalà el socialdemòcrata Marcel Ciolacu.
Després de les eleccions legislatives romaneses de 2024 es va arribar a un acord de coalició entre PSD, PNL i UDMR/RMDSZ, amb el primer ministre Marcel Ciolacu en funcions al nou govern. El segon gabinet de Ciolacu es va instal·lar el 23 de desembre. El primer ministre Ciolacu va dimitir després que Crin Antonescu, el candidat de la coalició de govern quedés tercer i fora de la segona ronda electoral a les eleccions presidencials romaneses de 2025.

### Presidents
- Géza Domokos 1989-1993
- Béla Márko 1993-2011
- Hunor Kelemen 2011-